# Gimnastyka na Igrzyskach Małych Państw Europy 2013
Gimnastyka na Igrzyskach Małych Państw Europy 2013 – zawody gimnastyczne w ramach rozgrywanych w Luksemburgu igrzysk małych krajów odbyły się w dniach 28–30 maja na stadionie Stade Josy Barthel. 

## Rezultaty

### Klasyfikacja medalowa
Legenda
     Na niebiesko zaznaczono gospodarza igrzysk
| Poz.    | Kraj       |    |    |    | Razem |
| ------- | ---------- | -- | -- | -- | ----- |
| 1       | Luksemburg | 4  | 6  | 2  | 12    |
| 2       | Islandia   | 4  | 0  | 7  | 11    |
| 3       | Monako     | 3  | 2  | 1  | 6     |
| 4       | Cypr       | 1  | 3  | 3  | 7     |
| 5       | Malta      | 0  | 1  | 0  | 1     |
| Łącznie | Łącznie    | 12 | 12 | 13 | 37    |

## Rezultaty

### Mężczyźni
| Konkurencja     |                                                                              | Wynik   | | Wynik   | | Wynik   |
| --------------- | ---------------------------------------------------------------------------- | ------- | -------------------------------------------------------------------------------------------------- | ------- | --- | ------- |
| Team All-around | Julien Gobaux Kévin Crovetto Frédéric Unternaehr Benjamin Niel Lilian Piotte | 233.495 | Xenios Papaevripidou Panagiotis Aristotelous Michalis Krasias Georgios Spanos Herodotos Giorgallas | 230.761 | Ólafur Gardar Gunnarsson Robert Kristmannsson Valgard Reinhardsson Jón Sigurdur Gunnarsson Pálmi Rafn Steindorsson | 227.661 |
| Poręcze         | Julien Gobaux                                                                | 13.800  | Sascha Palgen                                                                                      | 13.750  | Vladimir Klimenko                                                                                                  | 13.650  |
| Mata            | Sascha Palgen                                                                | 14.500  | Vladimir Klimenko                                                                                  | 14.100  | Robert Kristmannsson                                                                                               | 13.400  |
| High bar        | Vladimir Klimenko                                                            | 14.150  | Julien Gobaux                                                                                      | 13.850  | Panagiotis Aristotelous                                                                                            | 13.500  |
| Koń z łękami    | Vladimir Klimenko                                                            | 13.450  | Julien Gobaux                                                                                      | 13.150  | Ólafur Gardar Gunnarsson                                                                                           | 12.550  |
| Obręcze         | Herodotos Georgallas                                                         | 14.750  | Sascha Palgen                                                                                      | 14.400  | Georgios Spanos | 14.100  |
| Skok            | Julien Gobaux                                                                | 14.050  | Vladimir Klimenko                                                                                  | 13.525  | Kévin Crovetto | 13.475  |

### Kobiety
| Konkurencja          | | Wynik   |                                                                    | Wynik   |                                                                                          | Wynik   |
| -------------------- | --- | ------- | ------------------------------------------------------------------ | ------- | ---------------------------------------------------------------------------------------- | ------- |
| Team All-around      | Dominiqua Belanyi Thelma Rut Hermannsdóttir Norma Dogg Robertsdottir Hildur Ólafsdóttir Johanna Rakel Jónasdóttir | 143.500 | Aline Bernar Cindy Staar Lisa Pastoret Maite Baum Christelle Timis | 138.550 | Lefki Louka Rafaella Zannettou Anastasia Theocharous Coral Lee Dimitriadou Eleni Eliades | 135.950 |
| Poręcze asymetryczne | Dominiqua Belanyi                                                                                                 | 12.300  | Christelle Timis                                                   | 10.650  | Thelma Rut Hermannsdóttir                                                                | 10.100  |
| Równoważnia          | Ali Bernar | 12.600  | Suzanne Buttigieg                                                  | 12.100  | Norma Dogg Robertsdottir Dominiqua Belanyi                                               | 12.000  |
| Mata                 | Dominiqua Belanyi                                                                                                 | 12.250  | Lefki Louka                                                        | 12.150  | Aline Bernar                                                                             | 12.050  |
| Skok                 | Norma Dogg Robertsdottir                                                                                          | 13.625  | Rafaella Zannettou                                                 | 13.225  | Hildur Ólafsdóttir                                                                       | 13.125  |